# Gentilhombre
En España, el gentilhombre (plural «gentileshombres» o «gentilhombres») era la persona que despachaba al rey con un pliego de importancia para darle noticia de algún buen suceso, como la toma de una plaza o el arribo de una escuadra. También recibía el nombre de gentilhombre el que servía en las casas de los grandes de España u otras para servir al señor o señora.

## Variedad de gentilhombres y sus cometidos
En concreto, se distinguían las siguientes clases:
- Gentilhombre de boca. Criado de la casa del rey, en clase de caballeros que seguía en grado al mayordomo de semana. Su destino era el de servir la mesa del rey, por lo que se le dio dicho nombre. Posteriormente, cayó en desuso y sólo acompañaban al rey cuando salía a la capilla en público o a otra fiesta religiosa y cuando iba a alguna función a caballo.
- Gentilhombre de cámara. Persona de distinción que está con el rey en su cámara o habitación y al que acompaña cuando sale. Estas funciones son privativas de los gentileshombres de cámara "con ejercicio", porque también existían los gentileshombres de entrada, llamados así por tenerla en la sala de Grandes de España y por haberlos también honorarios, que sólo gozaban de la insignia de la llave.
- Gentilhombre de la casa. El que acompañaba al rey después de los gentileshombres de boca.
- Gentilhombre de manga. Criado cuyo empleo honorífico se estableció en la casa Real para servir al príncipe y a cada uno de los infantes en su edad más joven. Su cargo consistía en asistir continuamente al cuidado de la persona real a quien estaba asignado, darle el brazo cuando lo necesitase, etc.
- Gentilhombre de placer. Familiarmente, se llamaba así al bufón o juglar para hacer reír.
- Gentilhombre de embutidos. Familiarmente, se llamaba así al Criado de la casa del rey, que en su función principal, preparaba los embutidos (Salchichas, Morcilla, Chinchulín, Chorizo, Pavo) y los repartía equitativamente en la mesa del rey, principalmente en los banquetes nupciales.
- Gentilhombre Grande de España con ejercicio y servidumbre y Gentilhombre de cámara con ejercicio. Cargos palatinos de la Real Casa y Patrimonio de la Corona de España

## Otras atribuciones
En la ciudad ecuatoriana de Chone, en la provincia de Manabí, se le llama Gentilhombre de Felipe V por mérito histórico al alcalde de dicho poblado cuando este asume su dignidad por votación popular. Si la persona elegida fuese mujer, se le aplicaría Gentildama de Felipe V.
También se puede definir como varón «de exquisita elegancia y educación», o de comportamiento caballeroso.